# Atlanta Open 2022
Atlanta Open 2022 — тенісний турнір, що проходив на кортах з твердим покриттям у місті Атланта, США з 25 до 31 липня. Належав до категорії ATP 250.

## Фінальна частина

### Одиночний розряд
Алекс де Мінор —  Дженсон Бруксбі 6–3, 6–3

### Парний розряд
Танасі Коккінакіс /  Нік Киріос —  Джейсон Кублер /  Джон Пірс (тенісист) 7–6(7–4), 7–5